# Empoasca mexara
Empoasca mexara är en insektsart som beskrevs av Ross och Moore 1957. Empoasca mexara ingår i släktet Empoasca och familjen dvärgstritar. Inga underarter finns listade i Catalogue of Life.